# Dekanat Gościsław
Dekanat Gościsław – nieistniejący już dekanat w rzymskokatolickiej diecezji świdnickiej. Przestał istnieć 1 lipca 2008, w wyniku reorganizacji dekanatu Strzegom oraz powstania dekanatu Żarów.

## Parafie i miejscowości
W skład dekanatu wchodziło 7 parafii:

### parafia św. Stanisława
- Buków → kościół parafialny
- Chwałów
- Domanice → filia św. Anny
- Dzikowa
- Pożarzysko → filia św. Józefa Oblubieńca NMP
- Siedlimowice

### parafia św. Szymona i św. Judy Tadeusza
- Bogdanów → filia NMP Anielskiej
- Godków → filia Siedmiu Boleści NMP
  - Osieczyna
- Gościsław → kościół parafialny
- Mieczków → filia św. Andrzeja Boboli
- Osiek → filia Wniebowzięcia NMP

### parafia Wniebowzięcia NMP
- Borzygniew → filia św. Barbary
- Imbramowice → kościół parafialny
- Marcinowiczki
- Pyszczyn → filia św. Antoniego
- Tarnawa

### parafia Podwyższenia Krzyża Świętego
- Bielany
- Damianowo → filia św. Michała
  - Księżyce
- Drogomiłowice → filia św. Józefa Oblubieńca NMP
- Gądków
- Jenków → filia Świętej Rodziny
- Konary → kościół parafialny
  - Dębki
- Łagiewniki Średzkie
- Rąbienice
- Różana

### parafia św. Mikołaja
- Jarosław → filia NMP Częstochowskiej
- Pichorowice → kościół parafialny
- Pielaszkowice
  - Jańczów
- Samborz
- Sokolniki

### parafia św. Jana Chrzciciela
- Bartoszówek
- Dziwigórz
  - Dębnica
- Lasek
- Lusina → filia Narodzenia NMP
- Piekary → kościół parafialny
- Udanin → filie NMP Anielskiej oraz św. Urszuli

### parafia św. Marcina
- Budziszów Mały
- Budziszów Wielki → filia Dobrego Pasterza
- Jarostów
- Karnice
- Michałów
- Ujazd Dolny
- Ujazd Górny → kościół parafialny

Powyższy wykaz przedstawia wszystkie miasta, wsie oraz dzielnice miast, przysiółki wsi i osady w dekanacie.